# White Sister
I White Sister sono un gruppo hard rock formato nel 1980 a Burbank, Los Angeles.
Accolti come i naturali successori degli Angel dopo la realizzazione del debutto omonimo del 1984, la band di Los Angeles White Sister si avvalse addirittura della collaborazione con l'ex tastierista degli Angel Gregg Giuffria nel ruolo di mentore e produttore.

## Storia
I White Sister vennero fondati nel 1980 dal cantante/tastierista Garri Brandon, il chitarrista Rick Chadock, il cantante/bassista Dennis Churchill-Dries ed il batterista Gus Moratinos. Nel 1981 questo venne sostituito dal nuovo batterista Richard Wright, personaggio che aveva già avuto alcune esperienze in studio. La formazione si spostò in seguito da Burbank a Hollywood, dove la band iniziò a suonare frequentemente in locali come il Troubadour ed il Whisky a Go Go.
Una sera la band incontrò per caso l'ex membro degli Angel Gregg Giuffria ad una stazione di servizio, e gli chiesero se fosse disposto a collaborare con loro. Egli inaspettatamente accettò la proposta e si offrì di dar loro una mano nel contribuire alla composizione del materiale e nel produrre le loro prime demo, oltre che il loro futuro debutto discografico. Il tastierista aiutò il gruppo a scegliere i brani, e a riorganizzarli in modo da renderli più accessibili ad un pubblico "mainstream". I White Sister riuscirono quindi a procurarsi un contratto con la EMI America tramite un accordo con la Enigma Records. Nel 1984 venne pubblicato così il loro primo album, l'omonimo White Sister. Giuffria, oltre ad aver prodotto il lavoro, suonò in veste di tastierista in un paio di tracce, così come contribuì alla composizione di alcune di queste.
Effettivamente, Giuffria cedette al gruppo un brano composto dagli Angel ma mai realizzato, ovvero "Whips", scritto dal chitarrista degli Angel Punky Meadows insieme a Dennis "Fergie" Frederiksen, e Ricky Phillips. "Whips" era stato scritto dagli Angel nel 1981 quando, poco prima del loro scioglimento, avevano rivoluzionato la formazione composti appunto da Giuffria (tastiere), Punky Meadows (chitarra), Ricky Phillips (basso), Dennis "Fergie" Frederiksen (voce) e Barry Brandt (batteria).
Un altro brano del disco, "One More Night", è stato invece scritto dall'ex cantante dei Sabu David Glen Eisley (che da lì a poco diventerà il frontman dei Giuffria) insieme agli stessi White Sister. Eisley fece visita alla band durante le registrazioni in studio, e li aiutò nella stesura finale del testo del brano, con il quale l'album venne completato.
Dopo la realizzazione del disco, ed una serie di recensioni eccessivamente positive, i White Sister ottennero una parte nella colonna sonora del film Killer Party del 1986 (il titolo originariamente pensato per la pellicola doveva essere April You're No Fool) con il brano "April" (in seguito inserito nel secondo album Fashion by Passion) prima che Garri Brandon abbandonasse la formazione. Il tastierista aveva condiviso il ruolo di cantante principale con Dennis Churchill-Dries sul primo album, ma la sensazione era che quest'ultimo fosse dotato di una voce più potente tra i due, e sarebbe quindi diventato l'unico cantante in vista del prossimo disco. Brandon, interessato più al canto che alle tastiere, inizialmente propose di restare come cantante ma il resto della formazione rifiutò la proposta, provocando la sua dipartita. Brandon, intenzionato quindi a intraprendere l'attività di cantante, dapprima avvierà una collaborazione con John Parr, con cui suonò di supporto agli Heart, e a Tina Turner nel tour del suo disco Private Dancer,  e in seguito si esibì in molti speciali TV con Marilyn Martin e Debbie Gibson.
Nel 1985 si vociferò che Brandon fosse stato coinvolto per un periodo in una riunione degli Angel come tastierista, tuttavia queste voci si rivelarono infondate.
Nel primo 1989 Brandon formò una band funk rock chiamata Radioux City, con cui, nel 1991 registrò un album. Il disco è stato pubblicato nel 2017 dall'etichetta discografica inglese AOR Blvd. Records.
Sfortunatamente i White Sister vennero bocciati dalla EMI. Ciò nonostante il gruppo continuò a registrare nuove demo, e gran parte di questo materiale figurerà sul nuovo album del quartetto. Fashion by Passion vide la luce nel 1986. Gran parte delle tastiere in questo album vennero suonate da Joel Goldsmith. Il disco conteneva, oltre alla reinterpretazione dei Beatles "Ticket to Ride", altri due brani irrealizzati degli Angel evidentemente concessi da Giuffria, che furono composti dal trio Fredericksen/Meadows/Phillips, ovvero "Troubleshooter" e "Lonely Teardrops". L'album venne realizzato in Europa per l'etichetta britannica indipendente FM Revolver, mentre il tastierista di San Francisco Dave Vincent raggiunse la formazione come sostituzione permanente a Garri Brandon. Prima del reclutamento di Vincent, i White Sister si avvalsero della collaborazione di alcuni turnisti come Byron Scott e l'ex membro dei Joshua Donny Gougeon. Presi dall'entusiasmo dato a questo seguito discografico, i White Sister parteciparono ad una serie di date di successo nei club britannici durante il primo 1987 come gruppo di supporto al gruppo AOR britannico FM. Sfortunatamente, al termine del tour, il gruppo interruppe l'attività nello stesso '87.

### Dopo lo scioglimento
Nel 1989 il loro brano "Dancin' On Midnight" (contenuto in Fashion by Passion) venne incluso nella colonna sonora del film horror Halloween V: La vendetta di Michael Myers. La formazione dei White Sister, composta da Churchill-Dries, Chaddock e Wright cambiò nome in Tattoo Rodeo, con l'entrata del tastierista Michael Lord. Il gruppo cambiò leggermente anche direzioni musicali a favore di un'impronta più blues, ma sempre rimanendo in ambito hard rock. Comunque il debutto dei Tattoo Rodeo, Rode Hard, Put Away Wet pubblicato nel 1991 per la major Atlantic Records, vedeva l'inclusione di diverse tracce in origine registrate come demo dai White Sister, tra cui "Tell Me Why" e "Everybody Wants What She's Got". Durante il 2000 Brandon fondò i Fast Machine, mentre Wright si unì all'ex chitarrista dei Kix Brian Forsythe, e gli ex membri dei Rhino Bucket Georg Dolivo (voce) e Reeve Downes (basso) per fondare i Deep Six Holyday. Questa formazione comunque riuscì a suonare un'unica data di supporto agli L.A. Guns prima di sciogliersi.
Inaspettatamente, nel 1998 l'etichetta italiana Frontiers Records annunciò l'imminente pubblicazione di un nuovo album dei White Sister, tuttavia infine questo lavoro non vide la luce. Comunque, venne diffusa la notizia che Dennis Churchill-Dries, Rick Chadock e Richard Wright si riunirono per dare inizio ad alcune sessioni in studio durante l'ottobre 2002. Anche Garri Brandon acconsentì a prendere parte alle prove. Brandon, oltre alla carriera con i White Sister, continuò parallelamente la militanza nei Fast Machine, reclutando diversi batteristi, tra cui Gus Moratinos, il batterista originale dei White Sister, ed il turnista Ron Wikso, ex membro dei Foreigner e The Storm, che però non entrò mai nella formazione ufficiale della band.
L'ex batterista dei White Sister Richard Wright scomparve il 14 giugno del 2006, mentre Rick Chadock morì nel 2012, a causa di una rara forma di cancro.
Il gruppo, dopo aver sostituito il defunto Wright con Jason Montgomery, fece un'apparizione al Firefest festival di Nottingham il 24 ottobre 2008: l'intera esibizione è stata registrata e pubblicata nel DVD "White Sister - Straight From The Heart - LIVE at Firefest 2008". La band tornò a suonare allo stesso festival nel 2009, in quello che è stato il loto ultimo concerto insieme di cui non esistono registrazioni ufficiali.
Al giorno d'oggi Brandon continua a fare concerti negli Stati Uniti, dove suona alcuni brani dei White Sister. Dennis Churchill-Dries ha pubblicato un album solista dal titolo "I", al quale, momentaneamente non è seguita una tournée.

## Formazione

### Formazione attuale
- Dennis Churchill-Dries - voce, basso (1980-87, 2002-oggi)
- Gary Brandon - voce, tastiere (1980-84, 2002-oggi)
- Jason Montgomery - batteria (2006-oggi)

### Ex componenti
- Gus Moratinos - batteria (1980-81)
- David Vincent - tastiere (1986-87)
- Richard Wright - batteria (1980-87) (R.I.P.)
- Rick Chadock - chitarra, cori (1980-87, 2008-2012) (R.I.P.)

### Turnisti
- Byron Scott - tastiere
- Donny Gougeon - tastiere
- Joel Goldsmith - tastiere
- Kyle Frost - tastiere (Firefest 2008)
- Eric Ragno - tastiere (Firefest 2009)

## Discografia

### Album in studio
- 1984 - White Sister
- 1986 - Fashion by Passion

### Partecipazioni
- 1986 - Colonna sonora - Killer Party[6]
- 1989 - Colonna sonora - Halloween V: La Vendetta di Michael Myers[9]